# Seogwipo
Seogwipo (서귀포시 Seogwipo-si) este un oraș cu 156.000 loc. situat pe Insula Jeju care aparține de Coreea de Sud. Din anul 2003 populația orașului a crescut de la 84.000 loc. ajungând în anul 2006 la cifra de 156.000 loc. Aici s-au jucat trei meciuri de fotbal la Campionatul Mondial de Fotbal 2002. Orașul ocupă ca suprafață jumătatea de sud a insulei Jeju.

## Personalități marcante
- Chrissie Wellington
- Ronaldinho